# Lethenteron kessleri
Cá mút đá suối (Danh pháp khoa học: Lethenteron kessleri) là một loài cá mút đá trong họ Petromyzontidae thuộc bộ Petromyzontiformes phân bố ở vùng Siberia của Nga. Những cá thể cái của loài này có thể giả vờ giao phối để giữ trứng lại cho bạn tình hoàn hảo. Chúng còn được gọi là cá "ma cà rồng".

## Đặc điểm
Cá mút đá suối có hình dạng giống như con lươn nhưng với chiếc miệng tròn và hàm răng sắc nhọn và chúng lại có hành vi giống như loài đĩa. Chúng có chiều dài từ 60 cm đến 90 cm. Với miệng tròn như chiếc đĩa và răng sắc nhọn, cá mút đá bám vào các loài cá khác và hút máu cũng như dịch cơ thể của chúng, khiến nạn nhân suy yếu hoặc tử vong. 

## Sinh sản
Trong suốt mùa giao phối, cá mút đá suối cả đực và cái ở Siberia gặp gỡ ở trong những cái tổ đặc biệt ở suối nơi chúng sinh sống. Một con cá cái được cho là giao phối đến 200 lần với 10 con cá đực trở lên chúng đòi hỏi rất nhiều năng lượng. Cá mút đá cái giao phối hàng trăm lần nhưng bí mật giữ lại trứng cho đến khi chắc chắn bạn tình là xứng đáng với mình vì trong hầu hết những cuộc giao phối, cá mút đá suối cái không phóng ra trứng.
Những con cá bố tiềm năng dường như không để ý khi đối tác cá cái lừa chúng bằng cách giữ trứng lại vì chúng vẫn phóng những đám tinh trùng vào trong nước. Những con cá mút đá cái có nhiều khả năng tham gia vào cuộc giao phối giả khi tham gia cuộc vui cùng với rất nhiều cá đực, gợi ý rằng chúng mới là người kén cá chọn canh với nhiều lựa chọn hơn, việc giả vờ giao phối cho phép cá cái lựa chọn cha cho những đứa con của mình, với những con cái mút đá cái, điều này liên quan đến lựa chọn tinh trùng một khi nó thực sự ở trong đường sinh sản của con cái.
Sự lựa chọn bí mật của con cái trong các loài mà trứng được thụ tinh bên ngoài cơ thể đã chỉ được ghi nhận ở một số ít loài động vật. Trong những cuộc đua giao phối, cá mút đá có thể không lựa chọn cha cho những đứa con của mình dựa trên sức mạnh của con đực. Thay vào đó, nó có thể liên quan đến việc con đực có thể di chuyển được bao nhiêu hòn đá trong quá trình xây tổ. Những con cá mút đá suối chỉ phát triển mắt khi trưởng thành và con cái có mắt to hơn con đực – có khả năng bởi chúng cần mắt để lọc ra bạn tình tốt nhất.